# Micro Cuts
Micro Cuts (ook wel bekend als Bass Trem) is een nummer van de Britse rockband Muse en is afkomstig van hun tweede studioalbum Origin of Symmetry. Het is het zevende nummer van het album en het werd geproduceerd door John Leckie.
Er gaan geruchten dat het nummer geïnspireerd is door Prelude N°3 in D minor van Johann Sebastian Bach.

## In andere media
- Het nummer werd gebruikt in een trailer voor een aflevering van de Amerikaanse televisieserie Skins.[1]
- Micro Cuts was ook te horen in een reclame voor een parfum van Roberto Cavalli.[2]